# Jung Chae-yeon
Jung Chae-yeon (hangul: 정채연; hanja: Jeong Chae-yeon; rr: Chŏng Chaeyŏn, nascida em 1 de dezembro de 1997), mais frequentemente creditada apenas como Chaeyeon, é uma cantora e atriz sul-coreana. Ela estreou como integrante do grupo DIA, formado pela MBK Entertainment em 2015. Chaeyeon ficou popularmente conhecida por ser umas das onze integrantes finalistas do projeto de grupo feminino da Mnet, I.O.I.

## Início de vida e educação
Chaeyeon nasceu em 1 de dezembro de 1997 em Suncheon, Jeolla do Sul, Coreia do Sul. Ela estudou na Escola de Artes Cênicas de Seul de 2013 a 2016 com sua colega de grupo Eunjin. Em 4 de fevereiro de 2016, Chaeyeon formou-se na SOPA.

## Carreira
Chaeyeon foi uma trainee na MBK Entertainment durante oito meses. Antes de sua estreia oficial no DIA, ela participou do vídeo musical "I'm Good"
de Elsie e K.Will como a personagem principal.

### 2015: Início de carreira
Em janeiro de 2015, a MBK Entertainment anunciou seus planos para estrear um novo grupo feminino, originalmente com a estratégia de ter possíveis candidatas a competir em um programa de sobrevivência. Uma vez que a ideia foi desmantelada, no entanto, a empresa decidiu selecionar seus membros internamente e a formação final foi revelada com sete membros, incluindo Seunghee, Cathy, Eunice, Jenny, Yebin, Eunjin e Chaeyeon.
O grupo fez sua estreia oficial no programa musical M Countdown em 17 de setembro de 2015. Em 14 de novembro de 2015, DIA lançou seu álbum de estreia, Do It Amazing, e o single "Somehow". Sua primeira aparição pública oficial ocorreu no mesmo dia no Salão de Arte Ilchi em Seul, onde elas realizaram um showcase.

### 2016:Produce 101, estreia no I.O.I e crescente popularidade
Em dezembro de 2015, a MBK Entertainment anunciou que Chaeyeon temporariamente se retirou do grupo para se juntar ao programa de sobrevivência do programa Produce 101, que ela tinha audicionado e assinado contratos antes que DIA oficialmente estreasse. Como a sétima membro, com o total de 215.338 votos, ela conseguiu estrear com o grupo I.O.I em maio de 2016. Uma semana depois de sua estreia, Chrysalis foi lançada, a MBK Entertainment confirmou que Chaeyeon retornará ao DIA para seu próximo comeback em junho de 2016. A YMC Entertainment revelou que ela também estaria ausente das promoções da sub-unit do I.O.I. Seu elenco no TVN drama Drinking Solo foi confirmado em 30 de junho de 2016.
O segundo EP prolongado do DIA, Spell foi lançado em 13 de setembro de 2016 com o single principal "Mr. Potter". Dia 24 de setembro de 2016, foi notado para o trabalho de televisão excepcionalmente ocupado para Chaeyeon, começando com transmissões bi-semanais de Drinking Solo (19-20 de setembro). Sua aparição em Hit the Stage com Eunjin foi ao ar em 21 de setembro de 2016 e a estreia da série 'Go Go With Paik' foi ao ar em 23 de setembro de 2016 com sua convivência ao lado de Onew do SHINee. Combinado com a tendência dos grupos de ídolos para tocar em cada um dos programas diários de música da Coreia do Sul, um escritor do Daily Sports observou que um espectador podia ver o rosto de Chaeyeon praticamente todos os dias. Ela foi revelada como o novo rosto da marca de jóias Lamucha na mesma semana, assinando o contrato.
Chaeyeon re-juntou I.O.I para o seu segundo ciclo promocional como um grupo completo, liberando 'Miss Me?' Em 17 de outubro de 2016 com o single principal "Very Very Very". A transmissão de 21 de outubro de 2016 do Music Bank marcou um incidente onde devido a conflitos de programação, ela se apresentou no show duas vezes; Uma vez com DIA em sua execução final de performances televisionadas para "Mr. Potter", e novamente com I.O.I, já que se iniciaram as promoções para "Very Very Very".

## Videografia

### Aparições em vídeos musicais
| Ano  | Título                 | Artista(s)                                      |
| ---- | ---------------------- | ----------------------------------------------- |
| 2015 | "I'm Good"             | Elsie                                           |
| 2015 | "Pick Me"              | Produce 101                                     |
| 2016 | "Merry Summer"         | Summer 11                                       |
| 2016 | "Ulsanbawi"            | M&D                                             |
| 2016 | "Flower, Wind and You" | Huihyeon (DIA), Somi, Yoojung e Chungha (I.O.I) |

## Filmografia

### Drama
| Ano    | Título              | Emissora      | Papel          | Nota             |
| ------ | ------------------- | ------------- | -------------- | ---------------- |
| 2015   | Sweet Temptation    | Naver TV Cast | Ah-mi          | Papel secundário |
| 2016   | Drinking Solo       | tvN           | Jung Chae-yeon | Papel secundário |
| 2017   | 109 Strange Things  | Naver TV Cast | Shin Ki-won    | Papel principal  |
| 2017   | I am...             | Naver TV Cast | Annie          | Papel principal  |
| 2018a[ | to. Jenny           | KBS2          | Kwon Na-ra     | Papel Principal  |
| 2019   | My First First Love | Netflix       | Han Song-I     | Papel principal  |

### Reality shows
| Ano  | Título         | Emissora   | Nota                                                             |
| ---- | -------------- | ---------- | ---------------------------------------------------------------- |
| 2015 | DIA Daily      | Afreeca TV | 1ª e 2ª temporadas                                               |
| 2016 | Go Go Mr.Paik! | tvN        | Elenco regular                                                   |
| 2016 | Produce 101    | Mnet       | Programa de sobrevivência que determinou as integrantes do I.O.I |
| 2016 | Standby I.O.I  | Mnet       | Primeiro reality show do I.O.I                                   |

### Programas de variedade
| Ano  | Título                | Emissora | Nota           |
| ---- | --------------------- | -------- | -------------- |
| 2015 | Show Me The Money     | Mnet     | Plateia        |
| 2015 | 100 People, 100 Songs | JTBC     | Competidora    |
| 2015 | Hidden Singer         | JTBC     | Competidora    |
| 2016 | Eat Sleep Eat         | tvN      | Elenco regular |
| 2018 | Inkigayo              | SBS      | Apresentadora  |

## Prêmios e indicações
| Ano  | Premiação          | Categoria                   | Recipiente    | Resultado |
| ---- | ------------------ | --------------------------- | ------------- | --------- |
| 2016 | Asia Artist Awards | Atriz Mais Popular – Top 50 | Drinking Solo | 9ª        |